# Emarginula divae
Emarginula divae is een slakkensoort uit de familie van de Fissurellidae. De wetenschappelijke naam van de soort is voor het eerst geldig gepubliceerd in 1995 door van Aartsen & Carrozza.